# Bogucin (Lublin)
Pour les articles homonymes, voir Bogucin.
Bogucin (prononciation : [bɔˈɡut͡ɕin]) est un village polonais de la gmina de Garbów dans le powiat de Lublin de la voïvodie de Lublin dans l'est de la Pologne.
Il se situe à environ 19 kilomètres au nord-ouest de Lublin (siège du powiat et capitale de la voïvodie).
Le village comptait approximativement une population de 983 habitants en 2006.

## Histoire
De 1975 à 1998, le village est attaché administrativement à l'ancienne Voïvodie de Lublin.

Depuis 1999, il fait partie de la nouvelle voïvodie de Lublin.